# ダービー卿チャレンジトロフィー
ダービー卿チャレンジトロフィー（ダービーきょうチャレンジトロフィー）は、日本中央競馬会（JRA）が中山競馬場で施行する中央競馬の重賞競走（GIII）である。
正賞はダービー卿チャレンジトロフィー。

## 概要
1969年に、イギリスからレスター・ピゴットなど騎手3名を招いて東京競馬場と京都競馬場で「英国騎手招待競走」が4競走行われた際、そのひとつの競走に第18代ダービー卿エドワード・ジョン・スタンリー伯爵からトロフィーの寄贈を受けたことを記念し、「ダービー卿チャレンジトロフィー」が創設された（このときのみ回次が振られず、「第2回英国騎手招待」の副称がつけられた）。

創設時は東京競馬場の芝1800mで11月に行われたが、1981年（昭和56年）のジャパンカップ創設の際、中山競馬場芝1800mで行われていたクモハタ記念を事実上統合し、12月1週の開催に変更。なお、クモハタ記念に掛けられていた東京放送（現・TBSラジオ）の寄贈賞は引き継がれなかった。
距離は1984年より芝1600mに変更され、施行時期が春の中山開催（3月 - 4月）に繰り上げられた1990年から芝1200mに短縮された後、1996年より再び芝1600mに戻された。負担重量は当初別定だったが、2002年よりハンデキャップに変更された。
地方競馬所属馬は1995年のみ出走可能だった。外国産馬は1971年から1983年まで、および1990年以降出走可能になり、2006年からは国際競走となって外国馬も出走可能になった。2020年からは地方競馬所属馬も再び出走可能になった。

### 競走条件
以下の内容は、2025年現在のもの。
出走資格：サラ系4歳以上
- 2024年3月30日以降2025年3月30日まで1回以上出走馬
- JRA所属馬
- 地方競馬所属馬（認定馬のみ、2頭まで）
- 外国調教馬（優先出走）

負担重量：ハンデキャップ

### 賞金
2025年の1着賞金は4100万円で、以下2着1600万円、3着1000万円、4着620万円、5着410万円。

## 歴史
- 1969年 - 4歳以上の馬による重賞競走として創設、「英国騎手招待競走」のひとつとして東京競馬場の芝1800mで施行[5]。
- 1971年 - 混合競走に指定、外国産馬が出走可能になる（1983年まで）[1]。
- 1984年 - グレード制施行によりGIII[注 1]に格付け。
- 1990年
  - 施行時期が春季（3月 - 4月）に変更され、出走条件が「5歳以上」となる[1]。
  - 混合競走に再指定[1]。
- 1995年 - 当年のみ、地方所属馬が3頭まで出走可能になる[1]。
- 2001年 - 馬齢表示の国際基準への変更に伴い、出走条件を「4歳以上」に変更[1]。
- 2006年 - 国際競走に変更され、外国調教馬が4頭まで出走可能になる[8]。
- 2007年 - 日本のパートI国昇格に伴い、外国調教馬の出走枠が8頭に拡大[10]。
- 2011年 - 東北地方太平洋沖地震（東日本大震災）および東京電力・福島第一原子力発電所での事故による電力事情悪化に伴い、当年のみ阪神競馬場にて代替開催。
- 2020年 
  - 特別指定交流競走に再び指定され、地方競馬所属馬が2頭まで出走可能になる。
  - 新型コロナウイルス感染症（COVID-19）の感染拡大防止のため、「無観客競馬」として実施[11]。

### 歴代優勝馬
コース種別を表記していない距離は、芝コースを表す。
優勝馬の馬齢は、2000年以前も現行表記に揃えている。
第1回は正式な回次がなかったため、回数の前に※印を付記している。
| 回数   | 施行日         | 競馬場 | 距離  | 優勝馬             | 性齢 | タイム | 優勝騎手     | 管理調教師 | 馬主                                 |
| ------ | -------------- | ------ | ----- | ------------------ | ---- | ------ | ------------ | ---------- | ------------------------------------ |
| ※第1回 | 1969年11月16日 | 東京   | 1800m | スズノツバサ       | 牡4  | 1:55.3 | 野平祐二     | 森末之助   | 小紫芳夫                             |
| 第2回  | 1970年11月22日 | 東京   | 1800m | クリシバ           | 牡3  | 1:50.6 | 郷原洋行     | 吉野勇     | 栗林友二                             |
| 第3回  | 1971年11月21日 | 東京   | 1800m | ジョセツ           | 牝4  | 1:49.5 | 加賀武見     | 鈴木清     | 中村勝五郎                           |
| 第4回  | 1972年11月19日 | 東京   | 1800m | トクザクラ         | 牝3  | 1:49.6 | 田村正光     | 梶与四松   | （有）徳間牧場                       |
| 第5回  | 1973年11月18日 | 東京   | 1800m | ユウシオ           | 牡3  | 1:48.8 | 郷原洋行     | 菊池一雄   | 碓氷勝三郎                           |
| 第6回  | 1974年11月17日 | 東京   | 1800m | ザオーリュウジン   | 牡3  | 1:48.9 | 郷原洋行     | 田中朋次郎 | 渋谷善秀                             |
| 第7回  | 1975年11月16日 | 東京   | 1800m | ヤマブキオー       | 牡5  | 1:50.8 | 小林常泰     | 森末之助   | 清水一郎                             |
| 第8回  | 1976年11月21日 | 東京   | 1800m | メルシーシャダイ   | 牡3  | 1:51.2 | 竹原啓二     | 松山吉三郎 | 吉田善哉                             |
| 第9回  | 1977年11月20日 | 東京   | 1800m | グレートセイカン   | 牡5  | 1:48.8 | 郷原洋行     | 大久保房松 | 鈴木一朗                             |
| 第10回 | 1978年11月19日 | 東京   | 1800m | モデルスポート     | 牝3  | 1:49.2 | 西野桂       | 矢野進     | （有）ターフ・スポート               |
| 第11回 | 1979年11月18日 | 東京   | 1800m | マークヒリュウ     | 牡3  | 1:52.0 | 郷原洋行     | 稗田敏男   | 石橋平和                             |
| 第12回 | 1980年11月16日 | 東京   | 1800m | ニチドウアラシ     | 牡4  | 1:48.4 | 村本善之     | 坂田正行   | 山田敏夫                             |
| 第13回 | 1981年11月29日 | 中山   | 1800m | タケノハッピー     | 牝4  | 1:49.0 | 伊藤正徳     | 尾形盛次   | 大沢良丈                             |
| 第14回 | 1982年12月5日  | 中山   | 1800m | トウショウゴッド   | 牡5  | 1:48.6 | 中島啓之     | 奥平真治   | トウショウ産業（株）                 |
| 第15回 | 1983年12月4日  | 中山   | 1800m | テュデナムキング   | 牡3  | 1:47.4 | 的場均       | 大久保房松 | 川崎善之助                           |
| 第16回 | 1984年12月2日  | 中山   | 1600m | トウショウペガサス | 牡5  | 1:33.5 | 中島啓之     | 奥平真治   | トウショウ産業（株）                 |
| 第17回 | 1985年12月1日  | 中山   | 1600m | スズパレード       | 牡4  | 1:33.8 | 蛯沢誠治     | 富田六郎   | 小紫芳夫                             |
| 第18回 | 1986年11月30日 | 中山   | 1600m | スズパレード       | 牡5  | 1:33.6 | 蛯沢誠治     | 富田六郎   | 小紫芳夫                             |
| 第19回 | 1987年12月11日 | 中山   | 1600m | ウインドストース   | 牡4  | 1:34.1 | 加藤和宏     | 二本柳俊夫 | 福島徳佑                             |
| 第20回 | 1988年12月4日  | 中山   | 1600m | ウインドストース   | 牡5  | 1:33.6 | 加藤和宏     | 二本柳俊夫 | 福島徳佑                             |
| 第21回 | 1989年12月3日  | 中山   | 1600m | アイビートウコウ   | 牡4  | 1:33.7 | 郷原洋行     | 嶋田功     | 渡辺喜八郎                           |
| 第22回 | 1990年3月18日  | 中山   | 1200m | ヤマノタンポポ     | 牝4  | 1:08.9 | 柴田善臣     | 中村好夫   | 山住れい子                           |
| 第23回 | 1991年3月17日  | 中山   | 1200m | ナイスパーワー     | 牡4  | 1:08.9 | 江田照男     | 尾形盛次   | 宮内正彦                             |
| 第24回 | 1992年4月5日   | 中山   | 1200m | トモエリージェント | 牡4  | 1:10.5 | 根本康広     | 橋本輝雄   | 岡本利彦                             |
| 第25回 | 1993年4月4日   | 中山   | 1200m | トモエリージェント | 牡5  | 1:08.8 | 根本康広     | 増沢末夫   | 岡本利彦                             |
| 第26回 | 1994年4月3日   | 中山   | 1200m | サクラバクシンオー | 牡5  | 1:08.9 | 小島太       | 境勝太郎   | （株）さくらコマース                 |
| 第27回 | 1995年4月2日   | 中山   | 1200m | オギティファニー   | 牝4  | 1:10.0 | 坂本勝美     | 富田六郎   | （株）荻伏牧場レーシング・クラブ     |
| 第28回 | 1996年4月6日   | 中山   | 1600m | フジノマッケンオー | 牡5  | 1:33.4 | 岡部幸雄     | 中村好夫   | 中村寛俊                             |
| 第29回 | 1997年4月5日   | 中山   | 1600m | ロイヤルスズカ     | 牡5  | 1:35.5 | 南井克巳     | 橋田満     | 永井啓弐                             |
| 第30回 | 1998年4月11日  | 中山   | 1600m | ブラックホーク     | 牡4  | 1:34.3 | 岡部幸雄     | 国枝栄     | 金子真人                             |
| 第31回 | 1999年4月10日  | 中山   | 1600m | ケイワンバイキング | 騸6  | 1:33.4 | 横山賀一     | 奥平真治   | 北村和哉                             |
| 第32回 | 2000年4月2日   | 中山   | 1600m | フサイチエアデール | 牝4  | 1:33.0 | 武豊         | 松田国英   | 関口房朗                             |
| 第33回 | 2001年4月1日   | 中山   | 1600m | チェックメイト     | 牡6  | 1:35.2 | 藤田伸二     | 山内研二   | 深見富朗                             |
| 第34回 | 2002年3月31日  | 中山   | 1600m | グラスワールド     | 牡6  | 1:32.4 | 藤田伸二     | 鈴木勝美   | 半沢（有）                           |
| 第35回 | 2003年4月6日   | 中山   | 1600m | ダンツジャッジ     | 牡4  | 1:33.9 | 和田竜二     | 山内研二   | 山元哲二                             |
| 第36回 | 2004年4月4日   | 中山   | 1600m | マイネルモルゲン   | 牡4  | 1:33.4 | 後藤浩輝     | 堀井雅広   | （株）サラブレッドクラブ・ラフィアン |
| 第37回 | 2005年4月3日   | 中山   | 1600m | ダイワメジャー     | 牡4  | 1:32.3 | 柴田善臣     | 上原博之   | 大城敬三                             |
| 第38回 | 2006年4月2日   | 中山   | 1600m | グレイトジャーニー | 牡5  | 1:32.4 | 佐藤哲三     | 池江泰郎   | （有）ノースヒルズマネジメント       |
| 第39回 | 2007年4月1日   | 中山   | 1600m | ピカレスクコート   | 牡5  | 1:33.1 | 秋山真一郎   | 池江泰寿   | 金子真人ホールディングス（株）       |
| 第40回 | 2008年4月6日   | 中山   | 1600m | サイレントプライド | 牡5  | 1:34.2 | 横山典弘     | 国枝栄     | （有）社台レースホース               |
| 第41回 | 2009年4月5日   | 中山   | 1600m | タケミカヅチ       | 牡4  | 1:33.7 | 柴田善臣     | 大江原哲   | （有）社台レースホース               |
| 第42回 | 2010年4月4日   | 中山   | 1600m | ショウワモダン     | 牡6  | 1:34.3 | 後藤浩輝     | 杉浦宏昭   | 山岸桂市                             |
| 第43回 | 2011年4月3日   | 阪神   | 1600m | ブリッツェン       | 牡5  | 1:33.3 | 柴田善臣     | 二ノ宮敬宇 | 広尾レース（株）                     |
| 第44回 | 2012年4月1日   | 中山   | 1600m | ガルボ             | 牡5  | 1:33.5 | 石橋脩       | 清水英克   | 石川一義                             |
| 第45回 | 2013年3月31日  | 中山   | 1600m | トウケイヘイロー   | 牡4  | 1:32.6 | 松岡正海     | 清水久詞   | 木村信彦                             |
| 第46回 | 2014年4月6日   | 中山   | 1600m | カレンブラックヒル | 牡5  | 1:34.6 | 秋山真一郎   | 平田修     | 鈴木隆司                             |
| 第47回 | 2015年4月5日   | 中山   | 1600m | モーリス           | 牡4  | 1:32.2 | 戸崎圭太     | 堀宣行     | 吉田和美                             |
| 第48回 | 2016年4月3日   | 中山   | 1600m | マジックタイム     | 牝5  | 1:32.8 | A.シュタルケ | 中川公成   | （有）サンデーレーシング             |
| 第49回 | 2017年4月1日   | 中山   | 1600m | ロジチャリス       | 牡5  | 1:34.7 | 内田博幸     | 国枝栄     | 久米田正明                           |
| 第50回 | 2018年3月31日  | 中山   | 1600m | ヒーズインラブ     | 牡5  | 1:32.2 | 藤岡康太     | 藤岡健一   | （有）シルクレーシング               |
| 第51回 | 2019年3月30日  | 中山   | 1600m | フィアーノロマーノ | 牡5  | 1:31.7 | 川田将雅     | 高野友和   | 吉田和美                             |
| 第52回 | 2020年4月4日   | 中山   | 1600m | クルーガー         | 牡8  | 1:32.8 | 石橋脩       | 高野友和   | （有）キャロットファーム             |
| 第53回 | 2021年4月3日   | 中山   | 1600m | テルツェット       | 牝4  | 1:32.6 | M.デムーロ   | 和田正一郎 | （有）シルクレーシング               |
| 第54回 | 2022年4月2日   | 中山   | 1600m | タイムトゥヘヴン   | 牡4  | 1:32.3 | 大野拓弥     | 戸田博文   | DMMドリームクラブ（株）              |
| 第55回 | 2023年4月1日   | 中山   | 1600m | インダストリア     | 牡4  | 1:33.2 | 戸崎圭太     | 宮田敬介   | （有）サンデーレーシング             |
| 第56回 | 2024年3月30日  | 中山   | 1600m | パラレルヴィジョン | 牡5  | 1:32.9 | 戸崎圭太     | 国枝栄     | （有）キャロットファーム             |
| 第57回 | 2025年4月5日   | 中山   | 1600m | トロヴァトーレ     | 牡4  | 1:32.4 | J.モレイラ   | 鹿戸雄一   | （有）サンデーレーシング             |